# Large Synoptic Survey Telescope

Comparació de les mides nominals de miralls primaris de Large Synoptic Survey Telescope i alguns telescopis òptics notables

El Large Synoptic Survey Telescope (LSST o Gran Telescopi de Sondeigs Sinòptics) és un proper telescopi terrestre reflector d'escaneig de camp ampli que fotografiarà tot el cel disponible des del seu punt d'ubicació cada poques nits. L'LSST es troba actualment en les fases de disseny i desenvolupament dels miralls. Les obres de construcció estan programades per començar a l'octubre de 2014, amb l'enginyeria de la seva primera llum en 2019, la científica en 2021, i les operacions completes durant un escaneig de deu anys començant el gener de 2022.
El telescopi s'ubicarà en el cim de El Peñón de Cerro Pachón, a 2682 msnm, a la regió de Coquimbo, al nord de Xile, juntament amb els telescopis existents Gèmini Sud i Southern Astrophysical Research Telescope.
El 18 de juliol de 2012, amb l'aprovació de la National Science Board, la National Science Foundation (NSF) va anunciar la seva intenció d'avançar en l'LSST a l'etapa de disseny final. Aquesta acció va permetre a l'NSF Director incloure fons per a la construcció de l'LSST en una futura sol·licitud de pressupost.
El projecte va iniciar oficialment la construcció l'1 d'agost de 2014, quan la NSF va autoritzar la porció del FY2014 ($27,5M) del seu pressupost de construcció.